# Hockeria
Hockeria is een geslacht van vliesvleugeligen uit de familie bronswespen (Chalcididae). De wetenschappelijke naam van dit geslacht is voor het eerst geldig gepubliceerd in 1834 door Walker.

## Soorten
Het geslacht Hockeria omvat de volgende soorten:
- Hockeria aegyptiaca Masi, 1936
- Hockeria afra Masi, 1932
- Hockeria aligarhensis Roy & Farooqi, 1984
- Hockeria amamioshimensis Habu, 1960
- Hockeria anupama Narendran, 1989
- Hockeria apani Doganlar, 1990
- Hockeria argentigera Holmgren, 1868
- Hockeria assamensis Narendran, 1989
- Hockeria atra Masi, 1929
- Hockeria atrix (Schmitz, 1946)
- Hockeria bangalorica Narendran, 1989
- Hockeria basilewskyi (Steffan, 1955)
- Hockeria bicolor Halstead, 1990
- Hockeria bifasciata Walker, 1834
- Hockeria brachygaster Boucek, 1956
- Hockeria brevipennis Halstead, 1990
- Hockeria burdicki Halstead, 2000
- Hockeria burksi Halstead, 1990
- Hockeria cachani (Risbec, 1957)
- Hockeria caduca Nikol'skaya, 1960
- Hockeria callipteroma Narendran, 1989
- Hockeria cameroni Özdikmen, 2011
- Hockeria canariensis Kirby, 1883
- Hockeria carinata Narendran, 1989
- Hockeria chaoensis Graham, 1986
- Hockeria confusa Nikol'skaya, 1960
- Hockeria crassa Boucek, 1974
- Hockeria dioculata (Girault, 1930)
- Hockeria diversicornis (Kirby, 1886)
- Hockeria ephialtes (Fernando, 1957)
- Hockeria epimactis Sheng, 1990
- Hockeria eriensis (Wallace, 1942)
- Hockeria esterhazy (Fernando, 1957)
- Hockeria exarata (Waterston, 1916)
- Hockeria exigua (Schmitz, 1946)
- Hockeria exlex (Nikol'skaya, 1952)
- Hockeria figurator (Walker, 1862)
- Hockeria filicornis Schmitz, 1946
- Hockeria fronta Narendran, 1989
- Hockeria fulvipes Masi, 1917
- Hockeria fumipennis (Walker, 1871)
- Hockeria gallicola Prinsloo, 1984
- Hockeria gialense (Masi, 1932)
- Hockeria gibsoni Narendran, 1989
- Hockeria grisselli Narendran, 1989
- Hockeria guptai Narendran, 1989
- Hockeria hainesi Halstead, 1990
- Hockeria hayati Narendran, 1989
- Hockeria hockerioides (Boucek, 1952)
- Hockeria hofferi Boucek, 1952
- Hockeria hypercerus (Schmitz, 1946)
- Hockeria indica (Mani, 1936)
- Hockeria inopinata Boucek, 1952
- Hockeria insecutor (Masi, 1939)
- Hockeria intaillatus Schmitz, 1946
- Hockeria ishiii (Habu, 1960)
- Hockeria karatasensis Boucek, 1952
- Hockeria lankana Narendran, 1989
- Hockeria liberator (Walker, 1862)
- Hockeria magna Boucek, 1952
- Hockeria manii Narendran, 1989
- Hockeria mediana (Nikol'skaya, 1952)
- Hockeria mengenillarum (Silvestri, 1943)
- Hockeria menoni (Narendran, 1986)
- Hockeria metula (Nikol'skaya, 1952)
- Hockeria micans (Waterston, 1915)
- Hockeria micra Halstead, 1990
- Hockeria micula (Nikol'skaya, 1952)
- Hockeria minator (Walker, 1862)
- Hockeria nikolskayae Husain & Agarwal, 1982
- Hockeria novemcarinata (Qian & Li, 1992)
- Hockeria nudaureliae Boucek, 1974
- Hockeria octodentata (Cameron, 1905)
- Hockeria opisinae Narendran, 1989
- Hockeria pertorva (Girault, 1917)
- Hockeria polycarinata Narendran, 1989
- Hockeria pulchella Masi, 1932
- Hockeria punctigera (Fabricius, 1804)
- Hockeria quinquecarinata Qian & Li, 1992
- Hockeria rubra (Ashmead, 1894)
- Hockeria rufula Nikol'skaya, 1960
- Hockeria samoana (Fullaway, 1940)
- Hockeria sativa (Husain & Agarwal, 1982)
- Hockeria schulthessi (Ferrière, 1935)
- Hockeria scutellata Narendran, 1989
- Hockeria singularis Boucek, 1952
- Hockeria sulciscutis (Cameron, 1907)
- Hockeria susterai Boucek, 1952
- Hockeria tamaricis Boucek, 1982
- Hockeria tarsata (Dalla Torre, 1898)
- Hockeria tenuicornis (Girault, 1918)
- Hockeria testaceitarsis Cameron, 1908
- Hockeria thailandica Narendran & Sudheer, 2005
- Hockeria trifasciata (Cameron, 1907)
- Hockeria tristis (Strand, 1911)
- Hockeria unicolor Walker, 1834
- Hockeria unipunctatipennis (Girault, 1918)
- Hockeria varitarsis (Cameron, 1911)
- Hockeria vetusta (Dufour, 1861)
- Hockeria wibawai Narendran & Sudheer, 2005
- Hockeria yamamotoi Habu, 1976
- Hockeria yoshimotoi Habu, 1966
- Hockeria yoshiokai Habu, 1960
- Hockeria zhaoi Liu, 1997